# Ablaberoides
Ablaberoides är ett släkte av skalbaggar. Ablaberoides ingår i familjen Melolonthidae.

## Dottertaxa tillAblaberoides, i alfabetisk ordning[1]
- Ablaberoides abyssinicus
- Ablaberoides aeneus
- Ablaberoides breviusculus
- Ablaberoides cognatus
- Ablaberoides crassus
- Ablaberoides decedens
- Ablaberoides dentilabris
- Ablaberoides dhofarensis
- Ablaberoides ditissimus
- Ablaberoides elongata
- Ablaberoides emeritus
- Ablaberoides fahraei
- Ablaberoides festiva
- Ablaberoides flavipennis
- Ablaberoides gabonensis
- Ablaberoides haafi
- Ablaberoides kapiriensis
- Ablaberoides kochi
- Ablaberoides laetulus
- Ablaberoides lembanus
- Ablaberoides loangoana
- Ablaberoides loangwanus
- Ablaberoides maynei
- Ablaberoides namaquanus
- Ablaberoides naviauxi
- Ablaberoides nigrobrunnea
- Ablaberoides nitidulus
- Ablaberoides obtusus
- Ablaberoides ominosus
- Ablaberoides oscurifrons
- Ablaberoides pauper
- Ablaberoides pavoninus
- Ablaberoides quadrisignatus
- Ablaberoides quasitus
- Ablaberoides rufovittatus
- Ablaberoides schwetzi
- Ablaberoides tardus
- Ablaberoides tenellus
- Ablaberoides testaceipennis
- Ablaberoides testaceus